# 大彎
大彎（大弯、だいわん、Greater curvature）とは、胃の大きく外側に膨らんで湾曲した部分を言い、小彎の4,5倍の大きさを有する。